# ジェッカーチェーン
ジェッカーチェーン株式会社、あるいはジェッカーフランチャイズチェーン株式会社は、1970年代に営業していたフランチャイズ方式の健康食品販売会社である。

## 概要
創業者山口隆祥は、1961年に同社の前身となる電話付属製品販売会社「日本電気通信協会」（Japan Electric Communications Assoc.）を設立。1971年7月1日、同社を設立し（社名の頭文字を繋いだJECA＝ジェッカー）、加盟店の募集と育成を開始した。1975年時点で関連会社合わせて資本金5億7,900万円・社員数約400人、加盟店約1,500店・従業員数7,000人から8,000人の規模に達した。
1975年5月13日、特殊販売をめぐる問題で社長の山口が国会に参考人として招致され、翌1976年1月に銀行取引停止処分を受け事実上倒産した。
1985年12月10日、悪徳商法被害者対策委員会会長やジャパンライフ被害者の会代表の出席した衆議院商工委員会流通問題小委員会で、「ジェッカーチェーンはジャパンライフの前身」「（当時）三大マルチ（商法）の一つといわれていた」と委員から指摘された。